# Isabelle Pierre
 (décembre 2018).
Si vous disposez d'ouvrages ou d'articles de référence ou si vous connaissez des sites web de qualité traitant du thème abordé ici, merci de compléter l'article en donnant les références utiles à sa vérifiabilité et en les liant à la section « Notes et références ».
Isabelle Pierre, nom de scène de Nicole Lapointe née le 11 juin 1936 à Rouyn-Noranda, est une chanteuse, animatrice, illustratrice et autrice de bande dessinée québécoise, principalement connue pour la chanson Le temps est bon en 1971.

## Biographie
D'après Michel Viau, Isabelle Pierre fait partie « des premières auteures de la bande dessinée québécoise ». Après des études à l'école secondaire Marie-Médiatrice de Montréal, elle suit les cours de l'École des Beaux-Arts de Montréal de 1955 à 1959, tout en créant des illustrations et des bandes dessinées. Elle travaille pour les magazines François et Claire de la Jeunesse étudiante chrétienne (JEC) au Québec; elle y dépeint « des jeunes filles dynamiques et débrouillardes », avec un style « d'une étonnante modernité »dont Jani qui raconte les aventures d'une hôtesse de l'air. Elle illustre également des cahiers de musique, des romans jeunesse, dont Nakika, le petit Algonquin de Yves Thériault, et plusieurs contes de Gille Phabrey. En 2024, elle remporte le prix Albert Chartier, décerné par le festival Québec BD pour son œuvre en bande dessinée.
En 1963 commence sa carrière dans la chanson. Elle parcourt les boîtes à chansons et participe à des concours. Son premier album sort en 1965. Il contient six textes de la romancière Louise Maheux-Forcier et déjà trois chansons de Stéphane Venne. Cet album la fait connaître à un plus vaste public. En 1965, elle interprète aussi la chanson du générique de fin du dessin animé japonais Le roi Léo diffusé au Québec entre 1965 et 1967. Tout en poursuivant sa carrière de chanteuse dans les boîtes à chanson et dans les émissions de variété québécoises, elle devient l'animatrice, à la radio de la société Radio-Canada, des émissions Samedi Jeunesse (entre 1968 et 1970) et Un instant. Elle en interprète les indicatifs écrits par Stéphane Venne et édités en 45 tours par la maison de disques Select.
Elle épouse l'artiste Robert Wolfe en 1961. Le couple divorce en 1970.
En tant que chanteuse québécoise, elle a connu beaucoup de succès vers la fin des années 1960 et le début des années 1970. Sa carrière de courte durée est très intense, en particulier grâce à sa rencontre avec l'auteur-compositeur Stéphane Venne qui lui écrit une série de succès.
En 1969, elle obtient un bon succès avec sa reprise de la chanson de Frida Boccara Cent mille chansons. Elle signe dès lors un contrat chez Barclay Canada où elle retrouve Stéphane Venne qui travaille principalement avec la chanteuse Renée Claude. Venne écrit et compose pour Isabelle Pierre une série de succès entre 1970 et 1973 dont Heureuse, Si tu m'aimes, La paix, Allô la vie et Les enfants de l'avenir, qui devient sa plus grande réussite avec la chanson-thème du film Les Mâles de Gilles Carles (1971) Le temps est bon. Elle donne durant cette période de nombreux récitals dont un à la Place des Arts de Montréal en 1970, en première partie de Claude Léveillée. Le temps est bon, chanson entendue sur la bande-son du film Les Amours imaginaires de Xavier Dolan sorti en 2010, puis reprise en 2012 par Degiheugi connaît une nouvelle popularité à partir de 2018, et en dehors des frontières du Québec, grâce au remix du groupe Bon Entendeur,,.
Les années 1971 et 1972 sont fastes et glorieuses pour Isabelle Pierre. Elle participe avec Claude Gauthier au Festival de Spa afin d'y représenter la Société Radio-Canada. De plus, on lui consacre des spéciaux télévisés et pendant ce temps, elle continue d'accumuler les succès sur disque, notamment avec sa touchante chanson Évangéline, écrite cette fois par Michel Conte et qui raconte à sa façon l'histoire de l'Acadie. Le texte de la chanson est inspiré de l'héroïne fictive Évangéline du poème épique de Henry Wadsworth Longfellow (1847) et qui raconte la déportation des Acadiens.
En 1973, Isabelle Pierre lance une compilation de ses plus grands succès qui s'intitule Ballade pour Sergio Leone; on y retrouve de nouvelles chansons, dont L'Amour maladroit. Mais bientôt, alors que Stéphane Venne travaille avec d'autres artistes (Emmanuëlle et Suzanne Stevens entre autres), elle se retire sans préavis. Elle publie un dernier album en 1974 : J'm'appelle Nicole Lapointe, reprenant ainsi son nom de baptême. Ce dernier opus n'a pas connu le succès, probablement par manque de promotion. Il contient notamment Il se fait tard Madame Ménard et Trente pour cent (paroles de Roch Poisson, musiques de Mario Bruneau).
Redevenue Nicole Lapointe, elle n'est jamais revenue à son métier d'interprète. Elle a par contre donné son aval à la réédition de ses chansons en disque compact, ce qui fut fait une première fois en 1997 (un coffret double et un album dans les collections Les Refrains d'abord et Portrait) et une deuxième fois en 2004.
Isabelle Pierre aura été, avec entre autres Renée Claude et Emmanuëlle, la représentante d'une époque de liberté et d'espoir, et d'un Québec en plein éveil culturel et politique.
Elle est la tante de la comédienne Anne-Marie Cadieux et de la photographe Geneviève Cadieux.

## Discographie

### Albums
- 1965 : Isabelle Pierre, Volume 1 (Disques Sélect) (réédition 2013, Musicor)
- 1971 : Heureuse (Barclay)
- 1972 : Le temps est bon (Barclay)
- 1973 : Ballade pour Sergio Leone - Les grands succès d'Isabelle Pierre (Barclay)
- 1974 : J'm'appelle Nicole Lapointe (Barclay)

### Compilations
- 1997 : Les refrains d'abord (double compilation CD) (Fonovox)
- 1997 : Collection Portrait (Fonovox) (compilation)
- 2004 : Isabelle Pierre (Disques XXI-21) (compilation)

## Participations à d'autres albums
- 1966 : François Dompierre - Trame du film Délivrez-nous du mal (Disques Sélect)
- 1998 : Stéphane Venne - Le temps est bon (Disques Citation)
- 2008 : Michel Conte - Viens faire un tour (Disques XXI-21 et Intermède Music)
- 2012 : Jérôme Vildaer alias Degiheugi remixe Le temps est bon
- 2018 : Son single Le temps est bon est utilisé par les DJ français du groupe Bon entendeur

## Télévision
- 1965: Chanson thème de la série pour enfants Le Roi Léo
- 2020 : On entend Le temps est bon dans l'épisode 4 de la série Emily in Paris, produite par Netflix.

## Cinéma
- 1969 : Ainsi soit-il est la chanson au générique du film Délivrez-nous du mal de Jean-Claude Lord[8].
- 1971 : Le temps est bon est la chanson thème du film Les Mâles de Gilles Carle.
- 2010 : Sa chanson Le temps est bon est utilisée dans le film Les Amours imaginaires de Xavier Dolan.
- 2019 : Dans The Climb de Michael Angelo Covino, on entend à plusieurs reprises la chanson Les Enfants de l’avenir.[14]
- 2022 : Dans le documentaire Femmes des bois de la réalisatrice Julie Lambert, on entend la chanson Le temps est bon dans la scène de la fin[15].
- 2022 : Le temps est bon est entendu dans l'épisode 7 (saison 1) de la série américaine Loot (série télévisée)[16].
- 2023 : Le temps est bon est entendu dans l'épisode 1 (saison 2) de la série américaine Hunters (série télévisée, 2020)[17].
- 2025 : Le temps est bon est entendu dans le film américain Hearts eyes (scène du restaurant)

## Ouvrage
- Nakika, le petit Algonquin, texte d'Yves Thériault ; illustrations de Nicole Lapointe, Les Editions Leméac, Montréal, 1962 (BNF 43439459)

## Prix et distinctions
- 2024 : Prix Albert-Chartier décerné par le Festival Québec BD, prix remis à une personne ayant marqué le monde de la bande dessinée francophone au Québec. Nicole Lapointe est reconnue pour ses contributions aux périodiques François et Claire des Jeunesses étudiantes catholiques (JEC) et principalement pour sa série Jani, hôtesse de l’air parue dans Claire de 1960 à 1963[18].

## Reprises
Son titre phare, Le temps est bon, a été repris plusieurs fois :
- 2012 : Par le DJ malouin Degiheugi[19]
- 2012 : Par Mothas la Mascarade (avec la participation de Tonio Mc, Lomepal & Georgio) sous le titre Good Time[20]
- 2018 : Par le collectif Bon Entendeur[21].

### Documentation
- Michel Viau, BDQ Histoire de la bande dessinée au Québec tome 1 : des origines à 1979, MEM9IRE, avril 2014 (ISBN 978-2-9814152-2-6), p. 178-179.